# Johannes Gutenberg

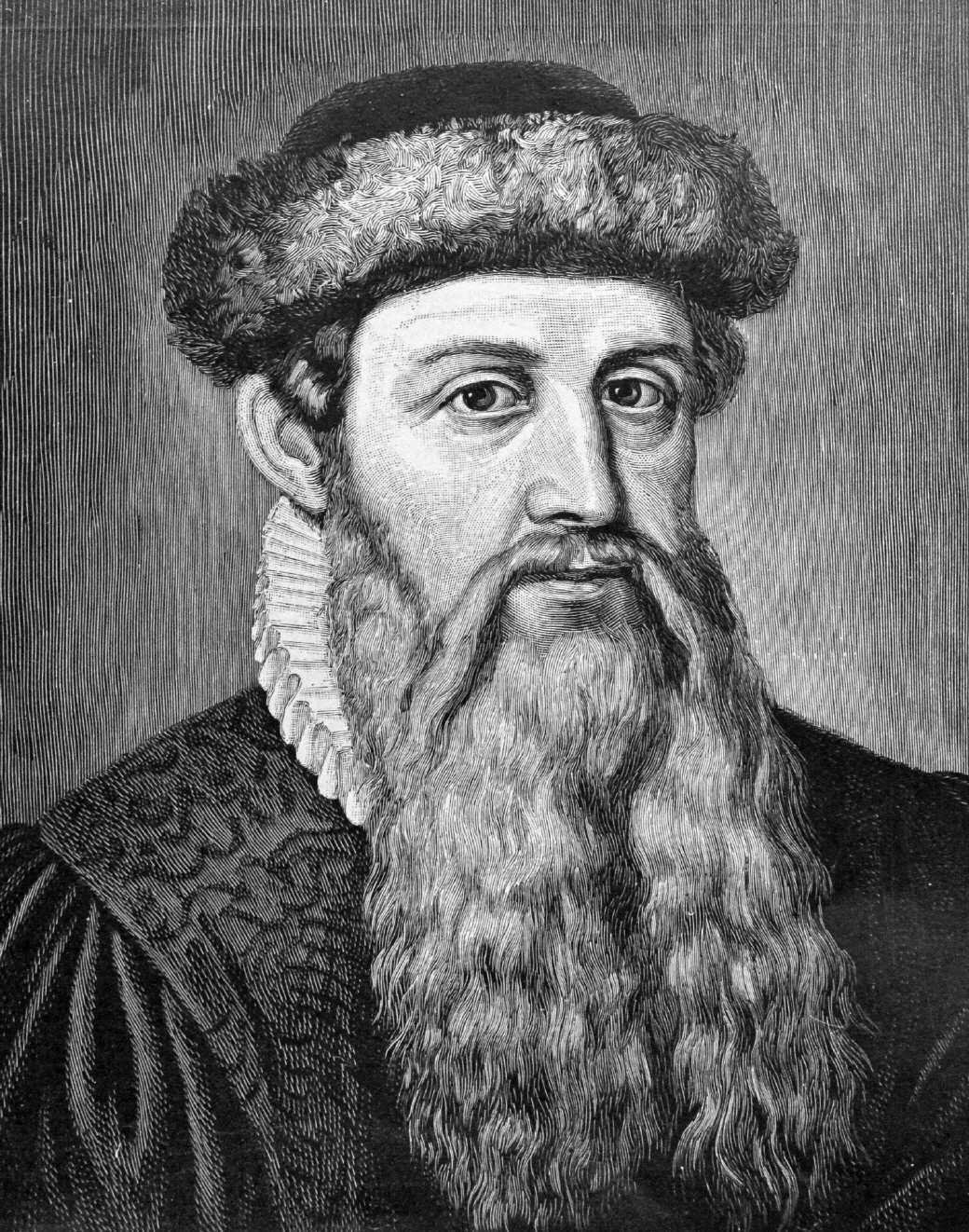
Gutenberg egy halála után készült rajzon

Johannes Gensfleisch zur Laden zum Gutenberg (Mainz, 1400 k. – Mainz, 1468. február 3.) német ötvösmester, a mozgatható betűelemekkel való könyvnyomtatás feltalálója, a betűfém, a kézi öntőkészülék, a nyomdafesték, a szedő-sorjázó vagy más néven szedővas (winkel), a kézisajtó és a festékező labdacs európai elterjesztője.

## Élete
Apja Friele Gensfleisch zur Laden, anyja Else Wyrich von Gutenberg volt, Johannes az ő nevét is fölvette. A pénzverési joggal is felruházott mainzi patríciuscsalád a nemesek és polgárok között dúló harc miatt az 1420-as évek elején elhagyta városát, és előbb Eltville am Rheinbe, majd 1430 táján Strasbourgba költözött.
Gutenberg ebben az időben már kísérletezett a könyvnyomtatással. Egy Andreas Dritzehn nevű polgár 1436-ban ugyanis azzal a kéréssel fordult hozzá, hogy tanítsa meg az aranyművesség és drágakőcsiszolás rejtelmeire, később a tükörkészítésre is. Amikor Dritzehn meghalt, műhelyében sajtóprést, és akkoriban szokatlan módon, könyveket is találtak.
1444-ben elhagyta lakhelyét, mivel a Svájcból visszatérő francia armagnacok egész Elzászt feldúlták, Gutenberg pedig nem érezte magát biztonságban. 1447-ben visszatért Mainzba, és kölcsönt vett fel nyomdájának felállításához. Első munkája egy Weltgericht című vers volt, majd egy vékony latin nyelvkönyvet készített ugyanazzal a kezdetleges betűtípussal.
Az 1448-as évre nyomtatott, csillagászati jóslásokat is tartalmazó, asztronómiai kalendárium már új, egyenletesebb, szebb írásképet adó betűkkel készült. Hamarosan egyházi megrendelést is kapott, három évi bűnbocsánatot ígérő búcsúcédulák nyomtatására. Néhány további naptár és röpiratok nyomtatása után Gutenberg nekilátott főművének, a 42 soros Bibliának az elkészítéséhez.

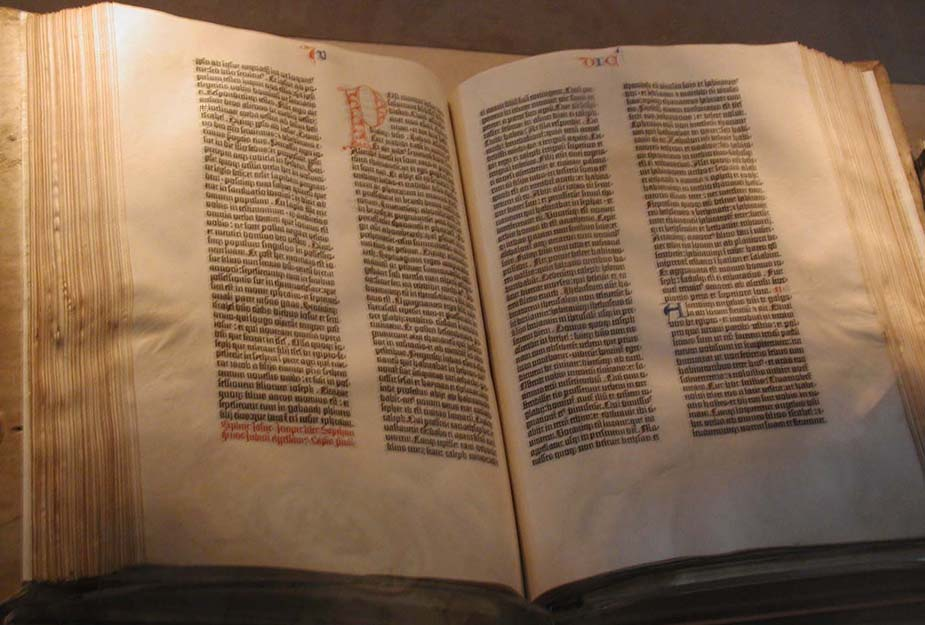
Gutenberg Bibliája

A 641 lapot, oldalanként 42 sort tartalmazó, két hasábban szedett mű hatalmas technikai és anyagi kihívás volt a nyomdász számára. Ráadásul azért, hogy a biblia pont úgy nézzen ki, mint a kézzel készítettek, szükség volt az iniciálék és a díszítések egyedi, kézzel történő megfestésére is. Még így is jelentősen, csaknem 50%-kal olcsóbban lehetett adni, mint egy hagyományos módon készült kódexet, ami vonzóvá tette a leendő vásárlók számára. Egy jómódú ügyvéd, Johann Fust hajlandónak mutatkozott arra, hogy finanszírozza a könyv elkészítését, cserébe társtulajdont szerzett a vállalkozásban.
A munka öt éven keresztül tartott, ezalatt rengeteg új betűt kellett önteni, papírt és pergament vásárolni. Mivel egyedül ezt nagyon nehéz lett volna végigcsinálnia, Gutenberg felvett maga mellé egy segédet, Peter Schöffert. Az idő előrehaladtával Fust felismerte, hogy a segéd alkalmazásával hosszú távon semmi szüksége nincs a mesterre, ezért beperelte Gutenberget a kölcsönért és annak kamataiért. A teljes követelés 2026 forintot tett ki, amely akkoriban óriási összeg volt. Gutenberg nyilvánvalóan nem tudta előteremteni, így a nyomda, a betűkészlet és a félig kész bibliák Fust birtokába kerültek. Saját vállalkozásuk már büszkén hirdette, hogy nyomtatott Bibliát árulnak, ellentétben Gutenberggel, aki nem kívánta felfedni vevői előtt, hogy nem kézzel készített munkát ad el nekik.

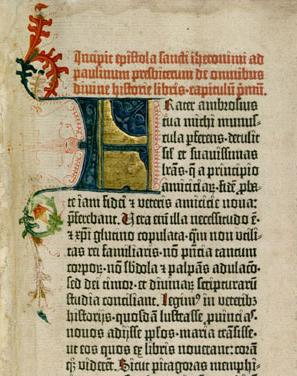
A Gutenberg-biblia egy lapja

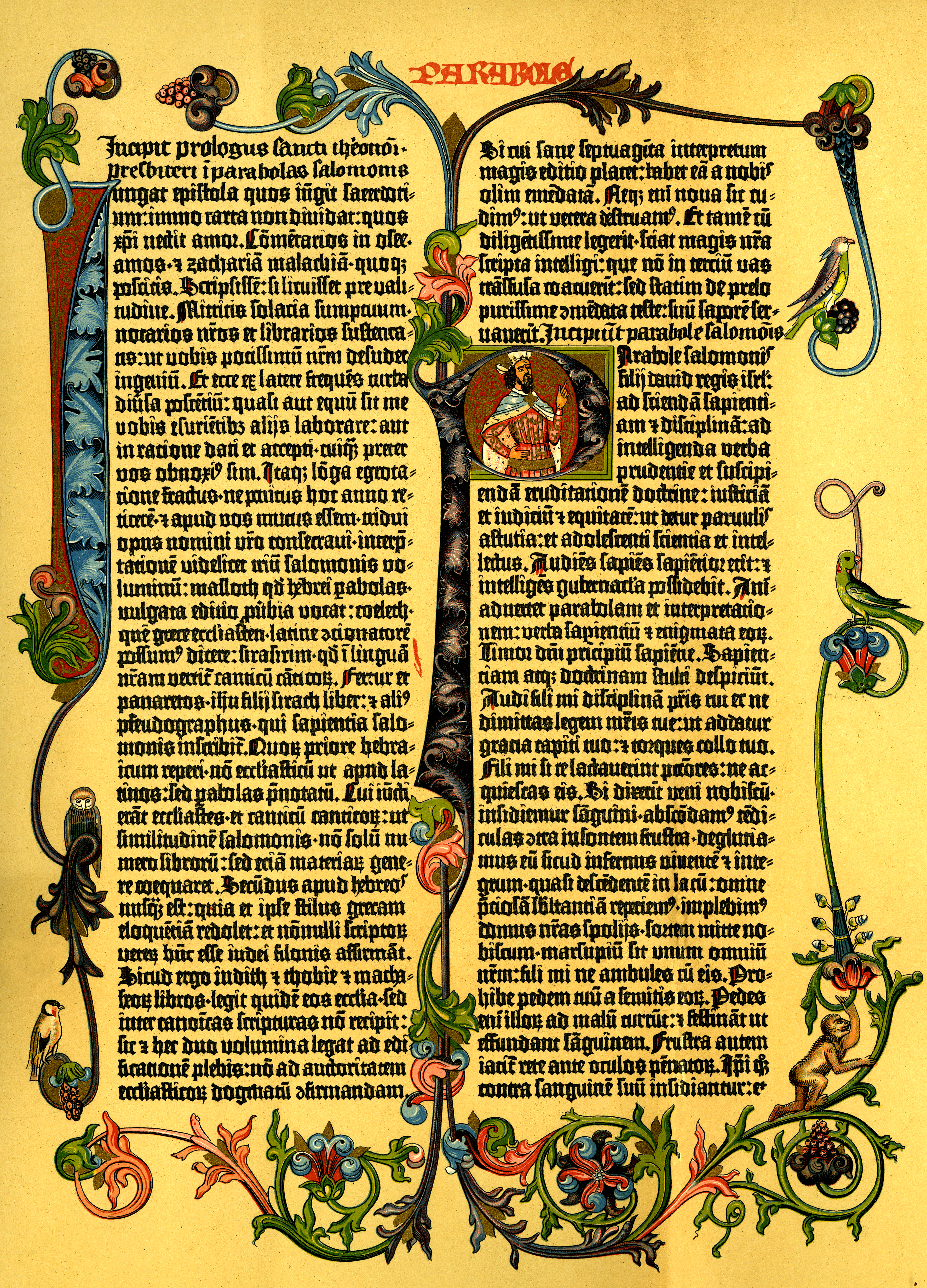
A Gutenberg-biblia egy lapja

Gutenberg egy városi tanácsostól kapott kölcsönből újraindította saját nyomdáját. Elkészült egy 36 soros Biblia, de máig vitatott, hogy ő, vagy egy bambergi nyomdász készítette, a tőle vásárolt első betűsorozattal. Mindenesetre két kisebb könyv, Matthaeus de Cracovia Tractatus rationis et conscientiae (Értekezés az elméről és a lelkiismeretről) illetve Aquinói Szent Tamás: Summa de articulis fidei (A hitcikkelyek summája) nyomtatásával sikerült annyi pénzt gyűjtenie, hogy nekikezdhessen Johannes de Balbus Catholicon című lexikonának, amely a kolofon tanúsága szerint 1460-ban készült el.
Ezek után befejezte nyomdászi tevékenységét, és visszavonult. Nyugalmat nem lelt: 1462-ben menekülnie kellett Mainzból, mert a várost a helyi érsek és a pápa között támadt viták miatt zsoldosok felgyújtották. Néhány év múlva hazatért, és három évig az érsek kegydíját élvezte. Ott is halt meg, 1468 elején.

## Találmányai

### Mozgatható betűelemekkel való könyvnyomtatás
Az előre fából kifaragott, vagy öntött kész oldalak nyomtatása már szokásban volt. Először a fatáblákra vésték az egész szedéstükröt. A folyamatnak azonban volt egy nagy hátránya, mivel minden egyes könyvhöz teljesen új fametszeteket vagy nyomódúcokat kellett készíteni, nemigen lehetett vele sokféle könyvet előállítani. Gutenberg a kevesebb vésésigény végett, a fatáblákat felfűrészelte különálló betűkre. Ezek a betűk nem simultak szépen egymáshoz, nem álltak egyenes vonalban. Nem lehetett velük jó minőségű nyomatot létrehozni. Ekkor gondolt arra, hogy fémből próbál betűket csinálni.
Először acélból mindegyik betűből egy-egy példányt vésett ki. Ez volt az ún. patrica (a latin pater=apa szóból) vagy bélyegző, amelyet azután egy valamivel lágyabb réz vagy bronz darabba ütött. Így keletkezett a negatív – azaz mélyedést és nem domborulatot felmutató – betűképet tartalmazó matrica (a latin mater=anya szóból). A matricát használta az öntőkészüléknél, a végső betű elkészítéséhez.

### Betűfém
Hosszú kísérletezés után találta meg Gutenberg a megfelelő ötvözetet, amelynek összetétele nagyrészt ólom, és bizonyos arányú antimon és ón.

### Kézi öntőkészülék
A kézisajtó korában a betűk sokszorosításának Johannes Gutenberg által kifejlesztett eljárása érvényesült. A könyvnyomtatás alapanyaga a patrica és a matrica alapján öntés útján sokszorosított ólombetű volt. Az apró ólombetűket szétválogatva tartották betű és írásjelfajtánként.
Kezdetben vésnökök és fémművesek, ötvösök végezték a betűk metszését, majd betűmetszők végezték ezt a művészi igényű munkát, rendkívül kemény fémből egyéni rajzú betűket vésve. Ez a patrica, amely alapján kemény fémötvözetű betűnegatívot, azaz matricát készítettek. Míg a patrica egyedi darab volt, addig a matricából több is készülhetett. A korlátlan számú ólombetű öntése a matrica segítségével történt.
A matricát vaspofák közé állították, amelyet a kívánt betűszélességnek megfelelően beszabályoztak. Ennek következtében üres tér képződött fölötte, amelynek magassága az öntendő ólombetű magasságának felelt meg. Ebbe az üres térbe felülről forró, folyékony betűfémet öntöttek, majd kihűlése után a készüléket szétszedték, a kieső kész – ismét tükörfordított – ólombetűről a túlöntést letörték, a szálkáktól megtisztították. Ez a kész betű bármikor, bármilyen mennyiségben, mindig ugyanolyan alakban, szélességben és magasságban utánönthető volt. Ha esetleg a rézmatrica az idők folyamán elkopott vagy megsérült, a bélyegzővasról újabb leütést készítettek, ezúton az első matricával teljesen megegyező új matricát kaptak. Ezzel az eljárással sikerült a betűk teljes egyenletességét és azonosságát biztosítani.

### Nyomdafesték
Nem volt könnyű megtalálni a kencéből, gyantából és lámpakoromból álló nyomdafesték keverékének helyes arányait sem.

### Szedő-sorjázó/szedővas(winkel)
Öntöttvasból készült szerszám, amelynek oldalai egymással derékszöget zárnak be. Két oldalról nyitott, zárt oldalai közül az egyik állítható és ékekkel rögzíthető. Így állítható be a kívánt sorszélesség. Ebbe a szerszámba szedték ki egymás után a betűket a kéziszedők, és így alakult ki a szedett szöveg.

### Festékező labdacs
Újítás volt az is, hogy a festéket már nem ecsettel hordták fel a nyomóformára, hanem birkabőrből készült és lószőrrel töltött labdaccsal, amely egyenletesen adagolta a festéket.

### Kézisajtó

A Gutenberg-féle kézisajtó két függőleges oszlopból állt, amelyeket felül vízszintes keresztgerenda tartott össze. A gerendában csavarmenet haladt keresztül, s e csavarmenet alsó végére egy vaslemez (tégely) volt erősítve. Az ugyancsak vasból készített nyomóalap, az ún. fundamentum, amelyen a nyomásra szánt forma foglalt helyet, fából készített sínpáron ki- és betolható volt. A fundamentumnak a tégelyen kívül kellett állnia akkor, amikor a kiszedett könyvoldalakat ráhelyezték. A szedések közé megfelelő szélességű léceket, űrkitöltőket helyeztek, ezek a betűk magasságánál alacsonyabbak voltak, hogy a festéktől mentesek maradjanak, s nyomást ne kaphassanak.
Az így összeállított nyomóformát a fundamentum szélei körül haladó keretbe fából készült ékekkel beszorították, és ennek következtében az oldalak szedései mozdíthatatlanul, szilárdan álltak. Ezt követően a formát a pamacsozó labdacs segítségével befestékezték. A nyomandó ívet a fundamentumhoz ki- és behajtható vassarokkal szerelt, papirossal bevont keret belső oldalára helyezték, amelyen előzőleg a nyomásban előforduló egyenetlenséget vékony papirosok felragasztásával kiegyenlítették (egyengették).
Ehhez a kerethez egy másik keret csatlakozott, amely ugyancsak ki- és behajtható vassarkokkal volt az előbbihez erősítve. Ezt a keretet tympannak nevezték s a papirosívek egy helyen történő szilárdan tartására szolgált. A tympant egy nagyon egyszerű szerkezet hozta mozgásba. Ez a mennyezetről a padozatig érő kötélből vagy szíjból állt, amelyet a nyomdász a lábával feszített meg. Ha a tympan lecsapódott a keretre s közrefogta a papirost, az egészet ráhajtották a nyomóformára.
A nyomóformát a papirossal együtt betolták a tégely alá, s a csavarmenetet egy nyél segítségével lefelé hajtották, a vastégely leereszkedett, s az alája tolt szedéssel érintkezésbe jutott, ezzel a művelettel létrejött a nyomás, amelynek következtében a befestékezett szedés képe a papirosra került. A fundamentumot most a tégely alól újból kitolták, a nyomtatott ívet kivették a formából, és a nyomás fázisa elölről kezdődött.
Hogy a szedésről történő nyomás a papirosnak mindig ugyanarra a helyére kerüljön, vagyis hogy az első és a hátsó oldal nyomása pontosan fedje egymást, a szedések mellé tűket helyeztek, ezeket punktúráknak nevezték. Az első oldalnak tűszúrta lyukait a második oldal nyomásánál a tűkre pontosan beigazították és ezzel biztosítva volt az elő- és hátoldalak sorainak pontos egymásra esése (regisztere).
Gutenberg nyomtatványait, s az ezzel a módszerrel készült 15. századi nyomtatványokat (egészen pontosan az 1501. január 1. előttieket) ősnyomtatványoknak nevezzük.
Gratia sit tibi et gloria magnoperose Johannes,
Essemus sine te alii, non qui sumus.
Hála, dicsőség jár teneked, nagyművű Johannes,
Nélküled másmilyenek lennénk, mint ma vagyunk.

## Történelmi jelentősége

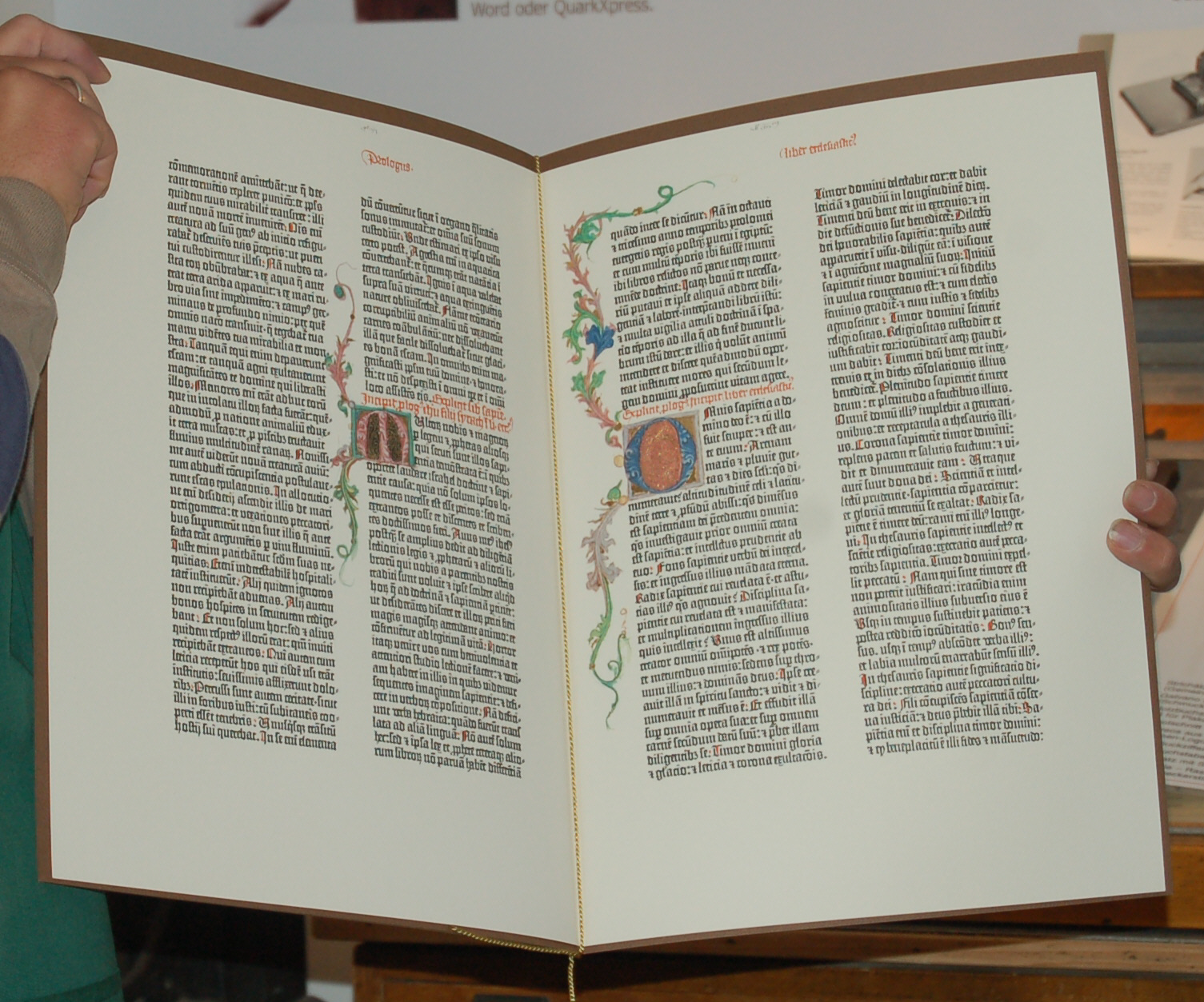
Gutenberg-Biblia reprint

A mozgatható betűket valamikor a 11. század közepén ugyan Kínában találta fel egy Pi Seng nevű ember, de az ő betűmintája agyagból készült, ami nem túl tartós. A koreaiak jóval Gutenberg előtt már fémből készült betűmintákat használtak, a 15. század elején a koreai kormány egy öntödét is fenntartott nyomóelemek gyártására. A mozgatható betűmintával történő nyomtatás Kínában mégsem vált általánossá egészen addig, amíg a Nyugattól át nem vették a Gutenberg-féle könyvnyomtatás műveleteit. Gutenberg jelentősége tehát nem abban rejlik, hogy feltalálta volna a könyvnyomtatást, hiszen egyáltalán nem erről van szó, hanem abban, hogy a modern könyvnyomtatáshoz szükséges négy alapvető összetevőt: a mozgatható betűmintát, a nyomógépet, a megfelelő nyomdafestéket és a papírt egy gyártási folyamatban tudta összehangolni. Ezek közül a papírt (lásd Caj Lun) és a mozgatható betűket kapta a Távol-Keletről magán a nyomtatás ötletén túl. Gutenberg a nyomtatás alkotóelemeinek összekapcsolásával így a gyártásnak egy hatékony rendszerét alakította ki, ezáltal a könyvnyomtatás tömegtermelési folyamattá vált. Egy nyomtatott könyv hatása ugyanis nem különbözik egy kézzel írott társától. A könyvnyomtatás fölénye a tömegtermelésben van és Gutenberg találmányának fontossága ebben mutatkozik meg.